# Theosodon
Theosodon — викопний рід ссавців вимерлої родини макраухенієвих (Macraucheniidae) ряду літоптерн (Litopterna), що існував у міоцені у Південній Америці.

## Опис
Theosodon ззовні був схожий на сучасну ламу. Тварина сягала 2 м завдовжки та важила приблизно 170 кг. Як і інші макраухенії, вони мали довгі ноги та шию, невеликий хобот, як у сучасних тапірів. На ногах було 3 копита, але опорою при ходьбі служило лише середнє. Вони мали вузьку, але довгу нижню щелепу з комплектом з 44 зубів, що є рекордом серед всіх плацентарних ссавців.